# Somos novios
Somos novios è un brano musicale originariamente scritto e registrato dal cantante messicano Armando Manzanero nel 1968.

## Altre versioni
Un adattamento in lingua inglese è stato curato da Sid Wayne e inciso nel 1970 da Perry Como con il titolo It's Impossible. Oltre a Como, la versione in inglese è stata registrata, tra gli altri, anche da Elvis Presley, Andy Williams, Robert Goulet, Shirley Bassey, Jerry Vale e altri artisti ed è diventata una delle più celebri canzoni a tema bolero.
Nel 1971 il cantante Jimmy Fontana incide una versione italiana intitolata "Impossibile".
Il cantante italiano Andrea Bocelli ha inciso il brano in duetto con Christina Aguilera, Petra Berger, Katharine McPhee e Rimi Natsukawa.
La cantante italiana Mina ha inciso il brano nel suo album del 1988 Ridi pagliaccio.
Il cantante messicano di origini portoricane Luis Miguel ha inciso una sua versione del brano nell'album Segundo romance del 1994.
Nel 2001, Armando Manzanero ha ripubblicato il brano nel suo album Duetos in una versione a due voci registrata con Olga Tañón.
L'artista statunitense Clay Aiken ha inciso il brano nel suo album Tried and True del 2010.
Nel 2016 è uscito l'album collaborativo di Marina Prior e Mark Vincent dal titolo Together, in cui è presente una versione dei due artisti.
L'attore, comico e cantante inglese Jason Manford ha pubblicato il brano nel suo album di debutto A Different Stage, uscito nel 2017.